# Boeckella lacuna
Boeckella lacuna is een eenoogkreeftjessoort uit de familie van de Centropagidae. De wetenschappelijke naam van de soort is voor het eerst geldig gepubliceerd in 1945 door Fairbridge.